# Picazuroduva
Picazuroduva (Patagioenas picazuro) är en fågel i familjen duvor inom ordningen duvfåglar. Den förekommer i Sydamerika. Beståndet anses vara livskraftigt.

## Utseende och läte
Picazuroduvan är en stor duva med lila och grå kropp som har ett fjälligt utseende samt en silverfärgad fläck på halssidan. I flykten syns tydligt svarta vingpennor och ett ljusgrått vingband. Sången är mörk och monoton, återgivet som ett "wuu-pupuh, wuu-pupuh".

## Utbredning och systematik
Picazuroduva förekommer i östra Sydamerika, Den delas in i två underarter med följande utbredning:
- Patagioenas picazuro marginalis – förekommer i nordöstra Brasilien i delstaterna Piauí, Bahia och Goiás
- Patagioenas picazuro picazuro – förekommer från Pernambuco i östra Brasilien till Bolivia och södra centrala Argentina

### Släktestillhörighet
Tidigare inkluderades arterna Patagioenas i Columba, men genetiska studier visar att de amerikanska arterna utgör en egen klad, där Gamla världens arter står närmare släktet Streptopelia.

## Levnadssätt
Picazuroduvan är en vanlig duva som ses i en rad olika miljöer, från urbana områden till savann och öppet skogslandskap.

## Status och hot
Arten har ett stort utbredningsområde och tros öka i antal. Internationella naturvårdsunionen IUCN listar den därför som livskraftig (LC).

## Namn
Fågelns svenska och vetenskapliga artnamn kommer av dess namn på guaraní Pihkasú-ró, "sur duva". Namnet kommer från smaken av duvans kött efter att den ätit vissa frukter.

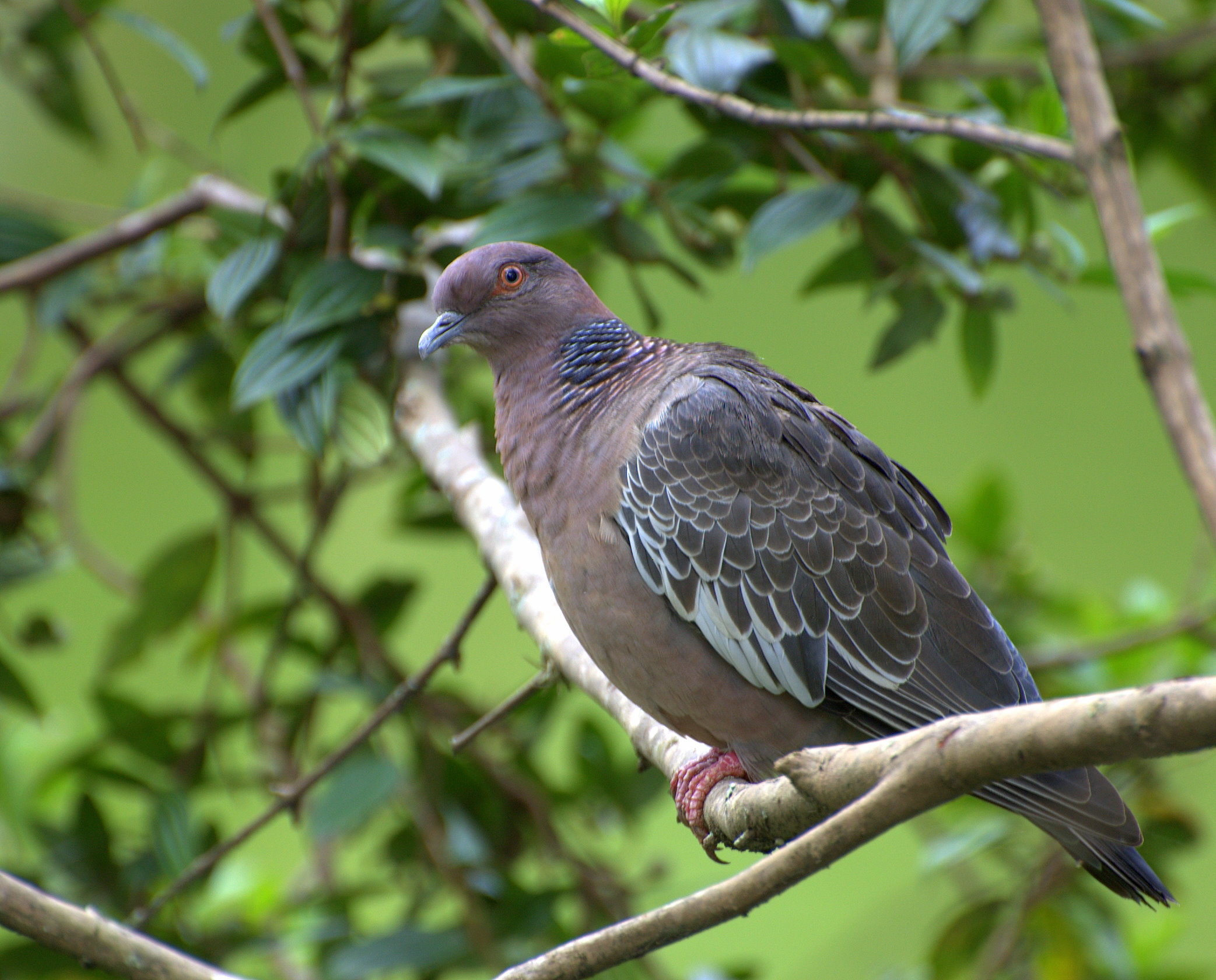